# Meninas Veneno
Meninas Veneno foi um programa da MTV Brasil, exibido entre 2001 até 2004 e premiado pela APCA (Associação Paulista de Críticos de Arte) como o melhor programa do ano de 2002.

## Descrição
Apresentado por Marina Person, o Meninas Veneno estava à disposição para resolver os problemas pessoais das mulheres. Em vez de ficar discutindo a vida com as meninas, Marina Person botava a mão na massa e resolvia os problemas da vida real das meninas. Em cada programa, uma menina ia expôr um problema dos mais variados:
- meu namorado me traiu com uma amiga;
- sempre me sacaneiam no trabalho;
- minha vida sexual está um deserto;
- não sei se é namoro ou casamento, etc.

A partir da reconstituição da história, Marina debatia o que fazer com participantes no estúdio. Essa reconstituição era feita através de VTs com depoimentos da menina, de pessoas relacionadas com o caso, das amigas, de um "especialista" e de todos os envolvidos na história. A interessada participava da discussão no estúdio. Os meninos e meninas presentes formavam uma espécie de júri. Quando tivesse um outro envolvido na questão (um namorado; uma amiga; um ex), ele era convidado a participar também no estúdio. No fim do programa, Marina dava um conselho, ou seja, o que a pessoa devia fazer para solucionar o seu problema.